# 28697 Eitanacks
28697 Eitanacks è un asteroide della fascia principale. Scoperto nel 2000, presenta un'orbita caratterizzata da un semiasse maggiore pari a 2,7931731 UA e da un'eccentricità di 0,0476472, inclinata di 4,88190° rispetto all'eclittica.